# Plymtree
Plymtree – wieś i civil parish w Anglii, w Devon, w dystrykcie East Devon. W 2011 civil parish liczyła 624 mieszkańców. Plymtree jest wspomniana w Domesday Book (1086) jako Plumtrei.